# Перитонит
Перитони́т (лат. peritoneum брюшина + лат. -itis окончание, указывающее на воспаление) — воспаление париетального и висцерального листков брюшины, которое сопровождается тяжёлым общим состоянием организма (возможна опоясывающая боль).
Общее определение не вполне отражает проблемность патологии: с точки зрения практического хирурга абсцессы брюшной полости следует исключить из общего определения.
Как правило, перитонит угрожает жизни пациента и требует неотложной медицинской помощи. Прогноз в случае несвоевременного или неадекватного лечения перитонита очень неблагоприятен.

## Причины
Перитонит возникает как результат воздействия инфекционных или химических раздражителей вследствие попадания в свободную брюшную полость желудочного содержимого (содержащего соляную кислоту), желчи, крови.
Наиболее частая причина бактериального перитонита — перфорация полого органа желудочно-кишечного тракта, вследствие которой в брюшную полость попадает желудочное или кишечное содержимое и микрофлора, то есть бактерии, которые обитают в просвете желудка/кишечника.
Перфорация полого органа может возникать вследствие:
- разрыва червеобразного отростка (осложнение острого аппендицита)
- прободения язвы желудка или двенадцатиперстной кишки
- изъязвления лимфоидной бляшки при брюшном тифе
- повреждения стенки кишечника инородным телом
- перфорации дивертикула кишечника
- некроза кишки при грыже
- перерастяжения кишки при кишечной непроходимости
- перфорации злокачественной опухоли
- и других причин.

Кроме того, перитонит может возникать вследствие нагноения избыточной свободной жидкости в брюшной полости, образовавшейся вследствие пропотевания из-за повышения венозного давления (асцит), воспаления органов брюшной полости (например, при кишечной непроходимости, гинекологических заболеваниях), внутрибрюшного кровотечения (гемоперитонеум).

## Классификация
Согласно классификации Ю. М. Лопухина и В. С. Савельева, перитонит классифицируют по следующим признакам:
1. По клиническому течению:
  - острый;
  - хронический.
2. По характеру инфицирования:
  - первичный (инфицирование гематогенно или лимфогенно);
  - вторичный (инфицирование вследствие травм и хирургических заболеваний брюшной полости[3]):
    - инфекционно-воспалительный перитонит;
    - перфоративный перитонит;
    - травматический перитонит;
    - послеоперационный перитонит.

  - третичный (у ослабленных пациентов перенёсших тяжёлые операции, травмы. С выраженным истощением механизмов противоинфекционной защиты)
3. По микробиологическим особенностям:
  - микробный (бактериальный);
  - асептический;
  - особые формы перитонита:
    - канцероматозный;
    - паразитарный;
    - ревматоидный;
    - гранулёматозный.
4. По характеру экссудата:
  - серозный;
  - фибринозный;
  - гнойный;
  - геморрагический.
5. По характеру поражения брюшины:
  - по отграниченности:
    - отграниченный перитонит — абсцесс или инфильтрат;
    - неотграниченный — не имеет чётких границ и тенденций к отграничению.

  - по распространённости:
    - местный (отграниченный и неотграниченный) — занимает лишь один анатомический отдел брюшной полости;
    - распространённый — занимает 2—5 анатомических отделов брюшной полости;
    - общий (тотальный) — тотальное поражение брюшины — 6 и более отделов брюшной полости.

Развёрнутая классификация для клинициста является слишком громоздкой, поэтому в хирургии используется её сокращённый вариант — слова «острый», «вторичный» и «инфекционно-неспецифический» обычно опускают.

## Этиология и патогенез
Этиологией перитонита обычно служит бактериальный возбудитель, например кишечная палочка и патогенные кокки. Условно-патогенная флора участвует в образовании гноя в брюшной полости, иногда встречаются случаи возникновения перитонита из-за нескольких бактериальных возбудителей одновременно.
Во время перитонита происходит общая интоксикация организма. Брюшинный покров, равный по площади кожному покрову человека, позволяет развиваться нагноительному процессу очень быстро, после чего организм больного наполняется токсинами, что вызывает общую иммунологическую перестройку организма.
Начало перитонита сопровождается стойким парезом кишечника, отёчностью брюшины, а в дальнейшем возникает расстройство гемодинамики со снижением артериального давления. После этого этапа падает белково-образующая функция печени, снижается уровень белка, нарушается его синтез. В крови нарастает содержание аммония и гликоля. В надпочечниках изменяются клетки, в легких происходит застой крови и отёк, возникает ослабление сердечной деятельности. В нервной системе происходят большие изменения, часто необратимые. Появляется гипокалиемия, адинамия, гиперкалиемия.
В тяжёлой стадии перитонита на фоне интоксикации возможно развитие острой почечной недостаточности, в почечных канальцах скапливается нерастворимый белок, в моче появляются зернистые цилиндры.
Страдает головной мозг, его клетки набухают, увеличивается количество спинномозговой жидкости.
Воспаление брюшины в связи с перитонитом вызывает общую интоксикацию организма, нарушается водный, углеводный и витаминный обмены. Белковое голодание очень острое, происходят изменения в печени и почках, в организме накапливаются промежуточные продукты обмена.

## Патологоанатомические изменения
На ранних этапах заболевания заметны разлитая гиперемия серозных покровов брюшины и паралитическое расширение артериальных капилляров и вен, особенно выраженное в венозном сплетении подслизистого слоя тонкого кишечника. При гистологическом исследовании обнаруживаются отёк всех слоёв брюшины, некроз и слущивание мезотелия серозных покровов. Кишечник находят в состоянии пареза. Он наполнен газами и жидким содержимым.

## Симптомы перитонита
- резкая усиливающаяся боль в животе (см. ниже)
- лихорадка
- боль усиливается при движении
- тошнота и рвота, не приносящие облегчения
- напряжение мышц передней брюшной стенки
- резкая болезненность при надавливании на переднюю брюшную стенку
- симптом Френикус
- симптом Менделя
- симптом Воскресенского
- симптом Щёткина — Блюмберга
- Симптом мнимого благополучия — после перфорации больной чувствует сильную боль, затем боль стихает, так как рецепторы на брюшине адаптируются, но через 1—2 часа боль появляется с новой силой, так как развивается воспаление брюшины.

## Диагностика
Диагноз обосновывается на основании жалоб, клинической симптоматики, лабораторных исследований крови, рентгеноскопии брюшной полости и т. д.

## Оценка тяжести состояния больных перитонитом
Своевременное объективное определение степени тяжести состояния больного перитонитом и вероятного прогноза заболевания существенно в выявлении больных, нуждающихся в более активном лечении. Одним из наиболее распространенных методов объективной оценки тяжести состояния при перитоните является Мангеймский индекс перитонита (МИП).
МИП состоит из восьми факторов риска, которые оценивают в баллах от 0 до 12, при этом значения индекса могут находиться в пределах от 0 до 47 баллов. Значение выше 26 баллов предсказывает вероятность летального исхода с высокой чувствительностью (84 %), специфичностью (79 %) и точностью (81 %).
Шкала оценки Мангеймского индекса перитонита
| Параметр                                           | Величина           | Баллы |
| Возраст, в годах                                   | >50                | 5     |
|                                                    | ≤50                | 0     |
| Пол                                                | женский            | 5     |
|                                                    | мужской            | 0     |
| Органная недостаточность (см. ниже)                | имеется            | 7     |
|                                                    | отсутствует        | 0     |
| Злокачественная опухоль                            | имеется            | 4     |
|                                                    | отсутствует        | 0     |
| Длительность перитонита до операции более 24 часов | имеется            | 4     |
|                                                    | отсутствует        | 0     |
| Первичный очаг                                     | в толстой кишке    | 4     |
|                                                    | Не в толстой кишке | 0     |
| Распространенный перитонит                         | имеется            | 6     |
|                                                    | отсутствует        | 0     |
| Экссудат                                           | прозрачный         | 0     |
|                                                    | вязкий (гнойный)   | 6     |
|                                                    | каловый            | 12    |

Показатели органной недостаточности для Мангеймского индекса перитонита
| Органная недостаточность     | Показатели                                                               |
| Почки                        | уровень креатинина ≥ 177 мкмоль/л мочевина ≥ 1моль/л олигурия <20 мл/час |
| Лёгкие                       | РаО2 < 50 рт. ст. РаСО2 > 50 рт. ст.                                     |
| Шок (по критериям Shoemaker) | гиподинамический гипердинамический                                       |
| Кишечная непроходимость      | парез ≥ 24 часа, полная механическая непроходимость                      |

## Лечение
Согласно современным представлениям, одним из главных факторов, определяющих тяжесть и неблагоприятный исход перитонита, является синдром эндогенной интоксикации. В начальных стадиях развития широко и успешно применяются хирургические методы с радикальной санацией первичного очага и брюшной полости. Однако, во-первых, не всегда удается провести радикальную санацию гнойного очага; во-вторых, к моменту операции воспалительный процесс в брюшной полости может приобрести характер генерализованной инфекции.
Исходя из сказанного, понятен интерес современной медицины к методам удаления токсических продуктов из просвета кишечника. Вполне логичным является увеличение эффекта детоксикации, достигаемое дренированием желудочно-кишечного тракта в сочетании с энтеросорбентами. В связи с этим оправдан поиск таких энтеросорбентов, которые обладали бы всеми положительными качествами гранулированных сорбентов, но отличались от них текучестью и приобретенной способностью проходить через различные дренажи. Экспериментальные данные и клинические наблюдения свидетельствуют, что энтеросорбция с помощью полифепана может быть использована в комплексе мер борьбы с эндотоксикозом при развитом перитоните.
За некоторыми исключениями (ограниченный перитонит гинекологического происхождения) диагноз «острый перитонит» подразумевает необходимость в срочном оперативном вмешательстве для определения и устранения источника перитонита, санации.
О необходимости своевременного лечения ещё в 1926 году высказался С. И. Спасокукоцкий: «При перитонитах операция в первые часы дает до 90 % выздоровлений, в первый день — 50 %, позже третьего дня — всего 10 %». Надо заметить, что в 1926 году не было антибиотиков, которые резко увеличили процент выздоровлений.
В настоящее время разработан экспериментальный способ лечения инфекционного перитонита на основе аллогенных мезенхимальных стволовых клеток.
В 2018 году был зарегистрирован новый антибактериальный препарат эравациклин — синтетическое производное тетрациклина. Препарат был протестирован в сравнительных испытаниях c меропенемом. Среди 500 пациентов с осложненным течением перитонита частота клинического излечения в группе эравациклина составила 90,8 %, а в группе меропенема 91,2 %. За время клинического исследования показатели побочных явлений были сравнимы в обеих группах, а серьезных нежелательных эффектов зафиксировано не было.

## Перитонит у животных
У животных перитонит обычно возникает, как вторичное заболевание и встречается преимущественно у лошадей, крупного рогатого скота и птиц. Клиническая картина определяется степенью распространенности процесса и его выраженности. При общем перитоните температура тела довольно стойко удерживается на высоком уровне. Состояние животного угнетенное. В начале заболевания появляются боли. Животное стонет, оглядывается на живот, обмахивается хвостом, сокращает площадь опоры, горбит позвоночник. Пульс у животных учащен, пониженное артериальное давление.